# Јелена Штиљановић
Јелена Штиљановић (монашко име Јелисавета) српска је кнегиња и светитељка. Била је супруга кнеза Стефана Штиљановића.
Јелена је прво била удата за деспота сремског Јована Бранковића, сина деспота Стефана Бранковића. Кад је Јован умро 10. децембра 1502. године његова супруга деспотица Јелена се обратила кнезу Стефану Шиљановићу из српског племена Паштровића на српском јадранском приморју и позва га да, уместо преминулог супруга он преузме у Срему и Славонији српско деспотско достојанство.
Кнез Стефан прихвата позив и постаје деспот и добија на управу место Моровић у Срему. После Мохачке битке 1526. године, када су Турци победили Аустроугаре почели су све више и чешће да залазе на север у област кнеза Стефана, као и околне територије. Стефан се истакао у борбама против Турака па је убрзо добио још неке области на управу. Добио је места Михољац и Глоговница у Вировитичкој Жупанији, затим градове Новиград и Ораховица, а потом, заједно са својом супругом Јеленом, он добија на дар и посед звани Ешћем у Срему. Током живота Стефан је успео да сачува своје територије од Турака. Око 1540. године Стефан умире природном смрћу након чега га супруга и народ сахрањују на брду Бунтиру.
После његове смрти Јелена више није била сигурна у Срему, па се повукла од Турака у Немачку.
После неког времена Турци заузимају ове области и проналазе мошти Стефанове и војни старешина Амир, потурчени Србин и даљи род деспота Стефана предаје мошти српским монасима који су дошли код њега да га моле да им преда ковчег. Након тога монаси покопавају мошти у манастир на Фрушкој Гори.
Када је сазнала да су пронађене мошти њеног мужа Јелена је дошла у манастир Шишатовац да им се поклони. Ту се и замонашила под монашким именом Јелисавета. Постоји и претпоставка да се замонашила у манастиру Ваведења пресвете Богородице у Сремским Карловцима. Преминула је око 1546. године и сахрањена је поред мужа у манастиру Шишатовац. Српска православна црква је слави 4. октобра.